# Canadá en los Juegos Olímpicos de San Luis 1904
Canadá estuvo representado en los Juegos Olímpicos de San Luis 1904 por un total de 56 deportistas que compitieron en 6 deportes.  

## Medallistas
El equipo olímpico canadiense obtuvo las siguientes medallas:
| Nombre | Deporte   | Competición              |
| --- | --------- | ------------------------ |
| Oro |           |                          |
| Étienne Desmarteau | Atletismo | Peso de 56 lb M          |
| Equipo | Fútbol    | Torneo M                 |
| George Lyon | Golf      | Individual M             |
| Shamrock Lacrosse Team | Lacrosse  | Torneo M                 |
| Plata |           |                          |
| Arthur Bailey Phil Boyd Thomas Loudon Donald MacKenzie George Reiffenstein William Rice George Strange William Wadsworth Joseph Wright | Remo      | Ocho con timonel (M8+) M |
| Bronce |           |                          |
| Mohawk Indians | Lacrosse  | Torneo M                 |